# Carathea miyali
Carathea miyali is een spinnensoort uit de familie Malkaridae. De soort komt voor in Tasmanië.